# Hypsiboas rosenbergi
Espèce
Synonymes
- Hyla rosenbergi Boulenger, 1898

Statut de conservation UICN

 LC  : Préoccupation mineure
Hypsiboas rosenbergi est une espèce d'amphibiens de la famille des Hylidae.

## Répartition
Cette espèce se rencontre en Équateur et en Colombie, et au Panamá et au Costa Rica. Elle est présente entre 10 et 966 m d'altitude dans les plaines entre l'océan Pacifique et la cordillère des Andes.

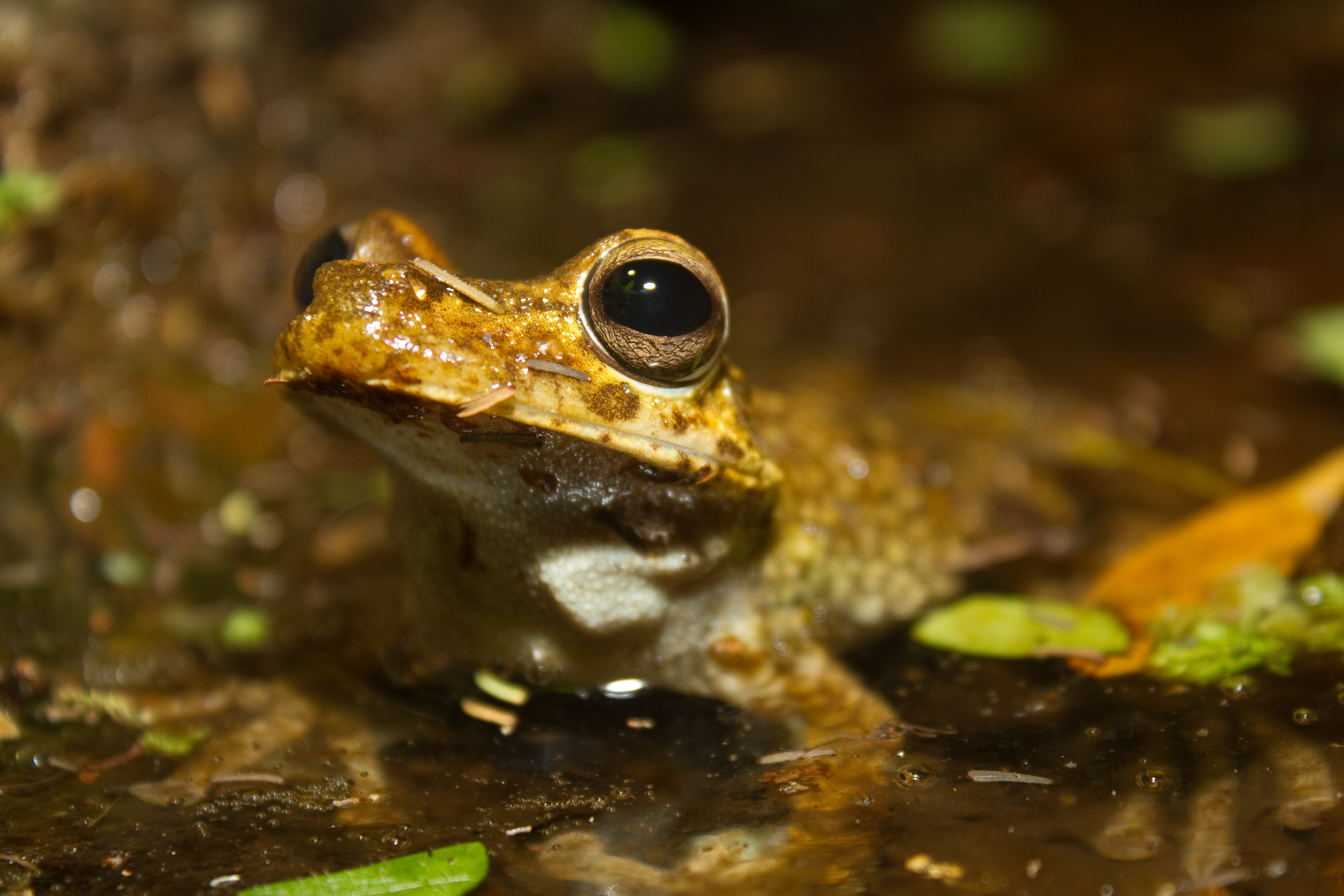

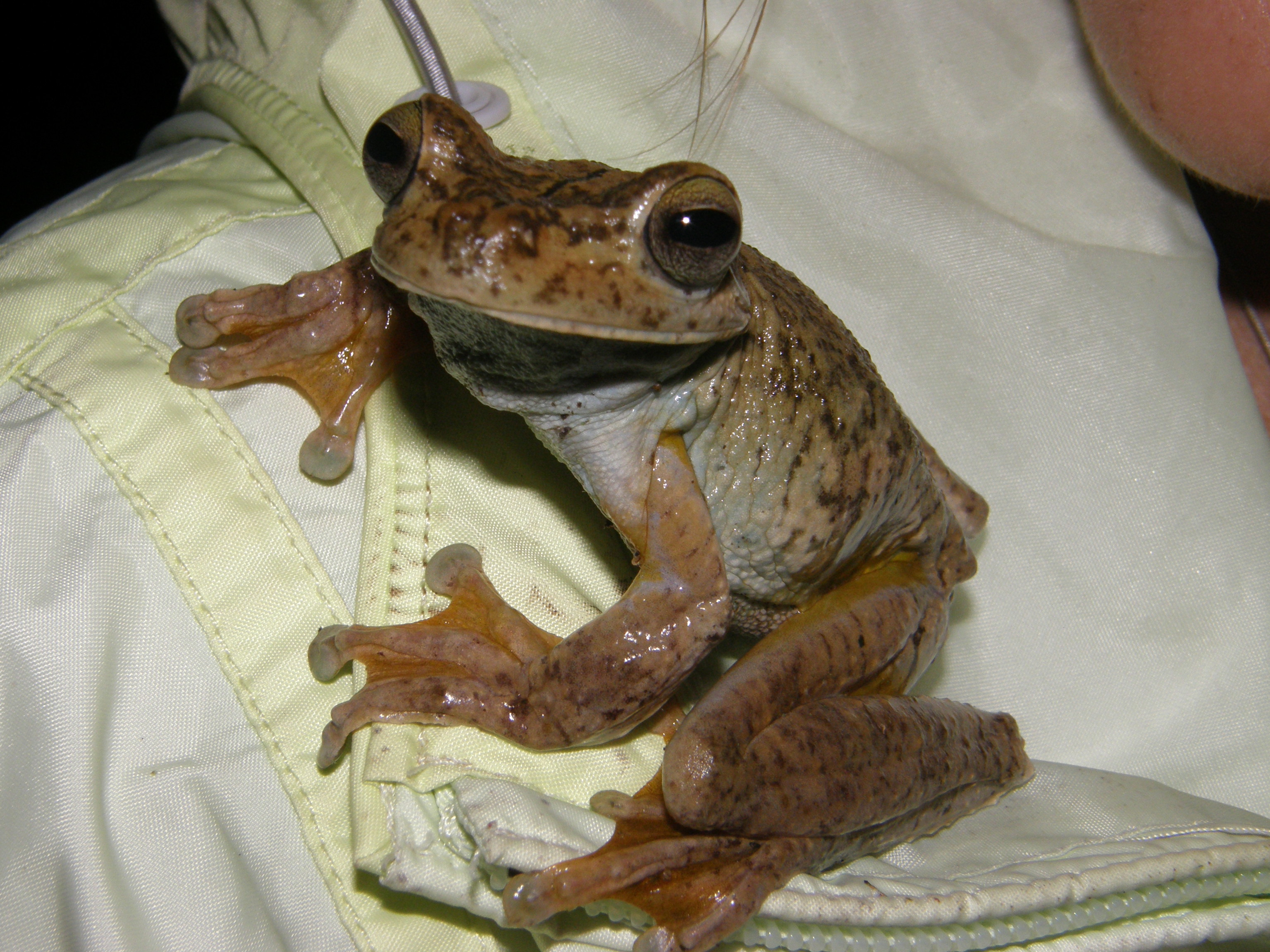

## Étymologie
Cette espèce est nommée en l'honneur de William Frederick Henry Rosenberg.

## Publication originale
- Boulenger, 1898 : An account of the reptiles and batrachians collected by Mr. W. F. H. Rosenberg in western Ecuador.  Proceedings of the Zoological Society of London, vol. 1898, no 1, p. 107-126 (texte intégral).